# 魔拳のデイドリーマー
『魔拳のデイドリーマー』（まけんのでいどりーまー）は、西和尚による日本のライトノベル。小説家になろうで2012年11月より掲載された後、書籍版がアルファポリスより2014年5月から2018年9月まで刊行された。さらに文庫版がアルファライト文庫（アルファポリス）より2017年8月刊行されている。作者のペンネームはWeb版では「和尚」、書籍版では「西和尚」。イラストは単行本・文庫版共にTeaが担当している。2021年12月時点で電子版を含めたシリーズ累計部数は55万部を記録している。
メディアミックスとしてコミカライズされ、アルファポリスのWebサイトにて村松麻由の作画により連載された。

## あらすじ
現代日本で大学に合格し、輝かしい日に飛行機に乗った主人公・春風湊は、不運にも飛行機事故に巻き込まれ、飛行機の破片が身体中に刺さりまくって死亡してしまう。だが、目を覚ますと不思議な洋館の中、赤ちゃんの姿で転生していた。湊はこの世界でミナト・キャドリーユと名付けられ、自分を育ててくれた夢魔族の女性・リリン・キャドリーユと鍛練に励み、強くなっていく。ある日、リリンが手紙を残して旅に出る。手紙を読んだミナトは彼女の母親としての気持ちを受け取り、自身も外の世界へ旅に出ることになる。

## 登場人物
ミナト・キャドリーユ
本作の主人公。
エルク・カークス
眼鏡をかけた冒険者。男に襲われそうになったピンチをミナトに助けられた。
リリン・キャドリーユ
ミナトの育ての母。夢魔族（サキュバス）。

## 既刊一覧

### 単行本
西和尚（著）・Tea（イラスト） 『魔拳のデイドリーマー』 アルファポリス、全15巻
| 巻数 | 初版発行日     | ISBN              |
| ---- | -------------- | ----------------- |
| 1    | 2014年5月6日   | 978-4-434-19172-5 |
| 2    | 2014年9月3日   | 978-4-434-19646-1 |
| 3    | 2014年12月28日 | 978-4-434-20144-8 |
| 4    | 2015年5月3日   | 978-4-434-20590-3 |
| 5    | 2015年9月5日   | 978-4-434-21007-5 |
| 6    | 2015年12月1日  | 978-4-434-21298-7 |
| 7    | 2016年4月5日   | 978-4-434-21755-5 |
| 8    | 2016年8月2日   | 978-4-434-22288-7 |
| 9    | 2017年1月3日   | 978-4-434-22804-9 |
| 10   | 2017年5月3日   | 978-4-434-23220-6 |
| 11   | 2017年7月31日  | 978-4-434-23610-5 |
| 12   | 2017年11月30日 | 978-4-434-24021-8 |
| 13   | 2018年2月28日  | 978-4-434-24338-7 |
| 14   | 2018年6月29日  | 978-4-434-24780-4 |
| 15   | 2018年10月1日  | 978-4-434-25199-3 |

### 文庫
西和尚（著）・Tea（イラスト） 『魔拳のデイドリーマー』 アルファポリス〈アルファライト文庫〉、既刊7巻（2019年2月22日現在）
| 巻数 | 初版発行日     | ISBN              |
| ---- | -------------- | ----------------- |
| 1    | 2017年8月25日  | 978-4-434-23589-4 |
| 2    | 2017年10月27日 | 978-4-434-23753-9 |
| 3    | 2018年1月26日  | 978-4-434-24066-9 |
| 4    | 2018年5月25日  | 978-4-434-24578-7 |
| 5    | 2018年9月21日  | 978-4-434-24984-6 |
| 6    | 2018年12月21日 | 978-4-434-25319-5 |
| 7    | 2019年2月22日  | 978-4-434-25542-7 |

### 漫画
西和尚（原作）・村松麻由（作画） 『魔拳のデイドリーマー』 アルファポリス〈アルファポリスコミックス〉、全9巻
| 巻数 | 初版発行日     | ISBN              |
| ---- | -------------- | ----------------- |
| 1    | 2016年12月31日 | 978-4-434-22644-1 |
| 2    | 2017年7月31日  | 978-4-434-23439-2 |
| 3    | 2018年2月28日  | 978-4-434-24188-8 |
| 4    | 2018年9月30日  | 978-4-434-25017-0 |
| 5    | 2019年5月31日  | 978-4-434-25888-6 |
| 6    | 2019年12月31日 | 978-4-434-26736-9 |
| 7    | 2020年7月31日  | 978-4-434-27634-7 |
| 8    | 2021年3月31日  | 978-4-434-28675-9 |
| 9    | 2021年12月31日 | 978-4-434-29745-8 |